# 배런 코빈
배런 코빈(Baron Corbin, 1984년 9월 13일 ~ )은 본명 토마스 페스톡(Thomas Pestock)다. 미국의 남자 프로레슬링선수다. 키는 203.2cm(6 ft 8 in)에다가 몸무게는 124.7kg(274 lb)이다. 피니쉬는 엔드 오브 데이즈(모디파이드 리프팅 리버스 에스티오), 스피닝 사이드 슬램으로 사용을 한다. 그리고 시그니처는 딥 식스(스피닝 백 수플렉스)로 자주 사용을 한다. 그러나 WWE 링네임 이전에는 2019년 ~ 2021년까지 킹 코빈(King Corbin)으로 활동을 했으나 2021년 WWE 링네임이 해피 코빈(Happy Corbin)이라고 활동을 하고 있다가 WWE NXT로 건너오면서 다시 배런 코빈(Baron Corbin)으로 활동을 하기 시작을 했다. 

## Professional wrestling highlights
- Finshing moves
  - End of Days (Modified lifting reverse STO)
  - Spinning side slam
- Signature moves
  - Chokeslam
  - Body slam
  - Deep Six (Spinning back suplex)
  - Kneeling suplex slam
  - Multiples STO variations
    - Diving
    - Chokehold
    - Sitout

  - Running big boot
  - Running headbutt
  - Running lariat
  - Snake eyes
  - Spinebuster
  - Spinning back elbow smash
- Nicknames
  - "King Corbin"
  - "Mr. Money in the Bank"
  - "The Alpha of NXT"
  - "The Constable"
  - "The Lone Wolf"
  - "The Unstoppable Force In NXT"
- Entrance themes
  - "Echoes" by Project Hero (WWE NXT; 2013-2014)
  - "Fierce Days" by Jason Davis (WWE NXT; 2014)
  - "Superhuman" by CFO$ (WWE NXT/WWE; 2014-2017; 2023)
  - "New Rules" by Jim Johnston (WWE NXT/WWE; 2016-2017)
  - "I Bring the Darkness (End of Days)" by Jim Johnston (WWE; 2017-2019)
  - "King's Darkness" by Jim Johnston (WWE; 2019-2021)
  - "The Good Life" by Def Rebel (WWE; 2021-2022)
  - "Get Ready Ready" by Def Rebel (WWE; 2022-2023)
  - "Burn The Ships" by Def Rebel (WWE NXT; 2023-present)

## 수상
- 모스트 헤이터드 레슬러 오브 더 이열 (2019)
- 랭크드 넘버 39 오브 더 탑 500 싱글즈 레슬러 인 더 PWI 500 인 2019
- 모스 메탈 앙드레 (2016)
- 모스트 오버레이티드 (2018, 2019)
- 워스트 기믹 (2018) - "컨스터블" 배런 코빈
- WWE 유나이티드 스테이츠 챔피언 (1회)
- WWE NXT 태그팀 챔피언 (1회) - 브론 브레이커
- WWE 앙드레 더 자이언트 배틀로얄 우승 (2016)
- WWE 킹 오브 더 링 (2019)
- WWE 머니 인 더 뱅크 (2017)
- 이열-엔드 어워즈 포어 모스트 헤이티드 (2018)